# Niepełnosprawność intelektualna
Niepełnosprawność intelektualna (obniżenie poziomu rozwoju intelektualnego) – zaburzenie rozwojowe polegające na znacznym obniżeniu ogólnego poziomu funkcjonowania intelektualnego, któremu towarzyszy deficyt w zakresie zachowań adaptacyjnych (w szczególności niezależności i odpowiedzialności).

## Nazewnictwo
Sformułowanie „niepełnosprawność intelektualna” jest stosunkowo nowe, nazewnictwo z nim związane nie jest w pełni uporządkowane a jego zakres podlega pewnej zmienności zależnie od aspektu w jakim jest rozpatrywane (kryteria medyczne, społeczne, pedagogiczne).
Sama nazwa powstała na skutek trendów w pedagogice specjalnej i psychologii, mających na celu odejście od określeń stygmatyzujących osoby niepełnosprawne, takich jak używane dawniej w formalnej diagnostyce psychiatrycznej określenia debilizm, imbecylizm i idiotyzm, później upośledzenie umysłowe.
Zostały one w 1959 roku w Wielkiej Brytanii zastąpione pojęciem „subnormalności intelektualnej w stopniu niższym niż normalny i znacznie niższym”.
Inne określenia, takie jak:
- oligofrenia („małomyślenie” od greckiego: oligos – mały, phrene – rozum),
- upośledzenie umysłowe,
- niedorozwój umysłowy,
- osłabienie rozwoju umysłowego,
- upośledzenie rozwoju psychicznego,
- zahamowanie rozwoju psychicznego,
- obniżona sprawność umysłowa

Nazewnictwo później znów zmieniono i zastąpiono określeniem niepełnosprawność intelektualna.
Należy podkreślić, że w obowiązujących klasyfikacjach ICD-10 oraz DSM-IV wciąż używane jest nazewnictwo „upośledzenie umysłowe” i w tej formie stosuje się je w medycynie oraz rehabilitacji. Wiąże się to z dużym rozpowszechnieniem tych wyrażeń w międzynarodowej nomenklaturze, co pozwala na zrozumienie ich przez różne środowiska w wielu krajach. Warto zwrócić uwagę także na określenie, które opisywały deficyty intelektu jako będące tożsame z właściwościami psychicznymi.
Takie ujmowanie zjawiska jak obniżona sprawność psychiczna sprawiły, że po dziś dzień wiele osób myli upośledzenie umysłowe z chorobami psychicznymi, bądź uważa je za tożsame.
Jeżeli sprawność intelektualna, mierzona testami standaryzowanymi, mieści się w przedziale jednego odchylenia standardowego poniżej normy i stan ten nie ma podłoża organicznego, a zachodzi deficyt umiejętności mówi się o obniżeniu poziomu intelektualnego (dawniej: ociężałości umysłowej) (DSM-IV – niepełnosprawność wyuczona).
Według definicji Światowej Organizacji Zdrowia: istotne obniżenie ogólnego poziomu funkcjonowania intelektualnego, oraz trudności w zachowaniu przystosowawczym, występujące przed 18 rokiem życia.
Zgodnie z definicją Amerykańskiego Towarzystwa do Badań nad Niepełnosprawnością Intelektualną i Rozwojową niepełnosprawność intelektualna jest to stan ujawniający się przed 18 rokiem życia, charakteryzujący się:
- funkcjonowaniem intelektualnym znacznie poniżej przeciętnej
- istotnym ograniczeniem niektórych osobistych umiejętności i sprawności w zakresie jednej lub większej liczby wymienionych poniżej zdolności:
  - umiejętność porozumiewania się,
  - sprawność w zakresie samoobsługi,
  - radzenie sobie z czynnościami dnia codziennego
  - sprawności interpersonalne
  - umiejętności podejmowania decyzji (kierowanie sobą)
  - dbanie o własne zdrowie i bezpieczeństwo
  - radzenie sobie w szkole
  - organizowanie czasu wolnego
  - radzenie sobie w pracy.

## Klasyfikacja deficytów intelektualnych

### Obniżenie poziomu rozwoju intelektualnego wDSM-IV

Oznaczenie choroby na legitymacji niepełnosprawności

- Pogranicze funkcjonowania intelektualnego, V62.89

Poniżej 70 punktów IQ Wechslera:
- 69 – 55 IQ Wechslera – niepełnosprawność intelektualna w stopniu lekkim: poziom intelektualny charakterystyczny dla 10 – 12. roku życia. Ta forma deficytu intelektualnego stanowi najwięcej, około 85%[2] rozpoznań. Osoby takie są samodzielne i zaradne społecznie, nie powinny jednak wykonywać zawodów wymagających podejmowania decyzji, ponieważ nie osiągnęły etapu myślenia abstrakcyjnego w rozwoju poznawczym. Życie rodzinne przebiega bez trudności. W socjalizacji mogą nabywać zaburzeń osobowościowych, ze względu na atmosferę otoczenia i stosunek innych. Obecnie istnieje tendencja do wprowadzania zajęć korekcyjnych, przy intensywniejszym treningu poznawczym w dłuższym czasie osoby z upośledzeniem w stopniu lekkim osiągają podobne wyniki co osoby z przeciętnym IQ. Nie przekraczają wieku umysłowego osoby w normie intelektualnej dwunastoletniej.
- 54 – 35 IQ Wechslera – niepełnosprawność intelektualna w stopniu umiarkowanym: funkcjonowanie intelektualne na poziomie 6-9. roku życia. Częstotliwość występowania – około 10% z wszystkich 4 typów upośledzenia. W okresie przedszkolnym istnieją trudności z nabywaniem reguł społecznych (lojalność, współdziałanie), a także niezręczność fizyczna, powolny rozwój motoryczny. Poza tym do 9. roku życia rozwój jest prawidłowy. Osoby takie mogą nabywać umiejętności samoobsługowe, nie gubią się w dobrze znanym terenie, mogą pracować w zakładach pracy chronionej. Nie przekraczają wieku umysłowego osoby w normie intelektualnej dziewięcioletniej.
- 34 – 20 IQ Wechslera – niepełnosprawność intelektualna w stopniu znacznym: poziom rozwoju 3-6-latka. Około 4-5. roku życia zauważalne spóźnienie rozwoju psychofizycznego. Osoby te mogą opanować samoobsługę, przy stałej opiece mogą wyuczyć się czynności domowych, ale nie są zdolne do wyuczenia zawodu. Nie przekraczają wieku umysłowego osoby w normie intelektualnej sześcioletniej.
- poniżej 20 IQ Wechslera – niepełnosprawność intelektualna w stopniu głębokim: poziom funkcjonowania odpowiadający maks. 3. rokowi życia. Możliwe jest opanowanie tylko najprostszej samoobsługi. Występują ciężkie wady neurologiczne i fizyczne. Przez całe życie wymagają opieki instytucjonalnej. Nie przekraczają wieku umysłowego osoby w normie intelektualnej trzyletniej.

### Niepełnosprawność intelektualna wICD-10
Kryteria diagnostyczne
- F70 Upośledzenie umysłowe, lekkie

1. Istotnie niższe od przeciętnego funkcjonowanie intelektualne, iloraz inteligencji zbliżony do 70 lub mniej, określany za pomocą indywidualnie dobranych testów inteligencji.
2. Współwystępujące deficyty lub upośledzenie zdolności przystosowania przynajmniej w dwóch spośród wymienionych dziedzin:
- porozumiewania się
- zaradności osobistej
- prowadzenia domu
- stanowienia o sobie
- umiejętności interpersonalnych
- korzystania ze źródeł wsparcia społecznego
- możliwości uczenia się, pracy, wypoczynku, dbania o zdrowie i bezpieczeństwo.

3. Początek przed 18. rokiem życia.
- F71 Upośledzenie umysłowe umiarkowane

Przybliżona wartość II od 35 do 49 (u dorosłych wiek umysłowy odpowiednio od 6 do 9 lat). Może powodować występowanie znacznych opóźnień w rozwoju w dzieciństwie, ale większość tych osób może osiągnąć pewien stopień niezależności w zakresie samoobsługi oraz rozwinąć umiejętności adekwatnego komunikowania oraz uczenia się. Wiele dorosłych osób będzie potrzebować wsparcia społecznego po to aby żyć i pracować w społeczeństwie.
Obejmuje: umiarkowany niedorozwój umysłowy.
- F72 Upośledzenie umysłowe znaczne

Przybliżona wartość II od 20 do 34. Może doprowadzić do potrzeby stałej opieki.
Obejmuje: znaczny niedorozwój umysłowy.
- F73 Upośledzenie umysłowe głębokie

Wartość II poniżej 20. Doprowadza do poważnych ograniczeń w zakresie samoobsługi, kontrolowania zwieraczy, komunikowania się i poruszania się.
Obejmuje: głęboki niedorozwój umysłowy.
- F78 Inne upośledzenie umysłowe

- F79 Upośledzenie umysłowe, nieokreślone

Obejmuje: niedorozwój umysłowy BNO, uposledzenie umysłowe BNO, oligofrenię BNO.

### Dawna klasyfikacja niepełnosprawności intelektualnej
Stopień upośledzenia w oparciu o iloraz inteligencji:
- 75-85 → ociężałość umysłowa
- (50-59) 50-74 → debilizm
- (20-49) 25-49 → imbecylizm
- (00-19) 00-24 → idiotyzm.

## Wybrane definicje niepełnosprawności intelektualnej
Definiowanie niepełnosprawności intelektualnej nie należy do łatwych zadań. J. Doroszewska wskazując na rozliczne trudności, związane ze złożonością zjawisk, dzieli używane przy jego opisie definicje na trzy typy: biologiczno-patoneurologiczno-medyczne, charakteryzujące procesy psychiczne i behawioralne. Przy czym te ostatnie nie zajmują się tłumaczeniem etiologii niepełnosprawności, lecz koncentrują się z jednej strony na jej przejawach, a z drugiej akcentują możliwości rewalidacyjne osób niepełnosprawnych.
Autorem jednej z wcześniejszych, a zarazem stosunkowo szerokiej, opisowej definicji niepełnosprawności był E. Doll, który w 1941 roku scharakteryzował niepełnosprawność intelektualną jako:
stan niedojrzałości społecznej powstały w okresie rozwoju będący skutkiem zahamowania rozwoju inteligencji pochodzenia konstytucjonalnego. Stan ten jest nieusuwalny.
Doll wyróżnia przy tym sześć aspektów niepełnosprawności:
- niedojrzałość społeczną
- niską sprawność umysłową
- opóźnienie rozwojowe
- zahamowanie rozwoju trwałe, nieprzemijające w procesie dojrzewania
- konstytucjonalność
- nieodwracalność.

Amerykańskie Towarzystwo do Badań nad Upośledzeniem Umysłowym (American Association of Mental Deficiency; obecnie Amerykańskie Towarzystwo do Badań nad Niepełnosprawnością Intelektualną i Rozwojową [American Association on Intelectual and Developmental Disabilities]) wprowadza w 1959 r. do międzynarodowego nazewnictwa określenie mental retardation i podejmuje próbę globalnego zdefiniowania niepełnosprawności intelektualnej:
Jest to niższy niż przeciętny, ogólny poziom funkcjonowania intelektualnego powstały w okresie rozwojowym. Towarzyszą mu zaburzenia w zakresie dojrzewania, uczenia się i przystosowania społecznego.
Warto w tym miejscu zauważyć, że jest to klasyczny przykład definicji nastawionej na opis zjawiska, koncentrujący się na procesach psychicznych i behawioralnych. Dla R. Hebera, który zawarł tę definicję w swoim „Podręczniku terminologii i klasyfikacji niedorozwoju umysłowego”, granicę rozwoju wytycza szesnasty rok życia, a za górną granicę niepełnosprawności intelektualnej przyjmuje on iloraz inteligencji niższy o jedno odchylenie standardowe od normy. W 1973 roku J. Gorossman poniekąd zrewidował założenia Hebera. W nowym wydaniu „Podręcznika...” podnosi granicę wieku rozwojowego do 18 lat, a niepełnosprawność intelektualną umieszcza na poziomie dwóch odchyleń standardowych od normy. Określa niepełnosprawność intelektualną jako stan aktualny, nie uwzględniając jej etiologii.
Niewątpliwie jedną z najpełniejszych, a zarazem przydatnych w pedagogice specjalnej definicji stworzyła Maria Grzegorzewska. Opisuje ona nie tylko właściwości rozwoju osoby niepełnosprawnej, ustanawia upośledzenie umysłowe kategorią nadrzędną dla oligofrenii i otępienia, które rozumie jako „uwstecznienie psychiki”. Proponuje także po raz pierwszy dynamiczne ujęcie niepełnosprawności intelektualnej jako cechy, która choć determinuje w określony sposób możliwości umysłowe jednostki, to jednak nie uniemożliwia jej rozwoju w żadnej sferze życia. Tak więc Grzegorzewska dostrzega u osób niepełnosprawnych intelektualnie potencjał rozwojowy, który może zostać wyzwolony na drodze rewalidacji i pozwolić im osiągnąć maksimum umiejętności.
Definiowanie niepełnosprawności intelektualnej w sposób zaprezentowany powyżej, pozwala z mniejszą lub większą precyzją uchwycić stan funkcjonowania osoby niepełnosprawnej w sferze intelektualnej lub społecznej, nie uwzględnia jednak patogenezy i etiologii zjawiska.
Geneza niepełnosprawności intelektualnej stanowi obiekt zainteresowania wielu nauk. Obecnie wyróżnia się patogenne czynniki pochodzenia biologicznego i społecznego, w tym także deprywację potrzeb emocjonalnych. W definicji T. Gałkowskiego wyraźnie dostrzec można podział na część charakteryzująca zjawisko i próbę określenia etiologii niepełnosprawności:
niepełnosprawność umysłowa ma charakter globalny, charakteryzuje się obniżoną sprawnością umysłową spowodowaną wrodzoną anomalią, która czyni korę mózgową niezdolną – w mniejszym lub większym stopniu do procesów myślowych.
Grunia Suchariewa wskazuje przede wszystkim na wieloczynnikową genezę niepełnosprawności intelektualnej i podkreśla jej dwie stałe cechy – rozlany charakter zaburzenia – „totalny niedorozwój”, oraz na przewagę niedorozwoju najwyżej zróżnicowanych, najmłodszych filo i ontogenetycznie formacji i stosunkowo poprawny rozwój bardziej elementarnych, ewolucyjnie starszych czynności. Interesujące, że autorka wyklucza z pojęcia niepełnosprawności intelektualnej zaburzenia powstałe na skutek czynników środowiskowych tym samym dopuszczając złożoność całego mechanizmu patologizującego Suchariewa, koncentruje się na czynnikach biologicznych, które jednak nie mogą dotyczyć:
- zaburzeń intelektualnych będących wynikiem długotrwałej astenii uwarunkowanej somatycznie
- zaburzeń intelektualnych powstałych na skutek infekcji i urazów układu nerwowego
- zaburzeń intelektualnych w progresywnych chorobach neurologicznych
- zaburzeń intelektualnych będących wynikiem chorób psychicznych.

Suchariewa zdecydowanie odgranicza od oligofrenii tzw. otępienie organiczne, czyli właśnie zaburzenia intelektualne powstałe na skutek infekcji i urazów układu nerwowego, ponieważ mogą one zdaniem autorki przemijać, lub nasilać się, a zatem nie muszą być stałe. Ponadto defekty spowodowane infekcją lub urazem nie muszą powodować zaburzeń o charakterze totalnym, co tym samym wyklucza je, zdaniem autorki, z oligofrenii. Jest to niewątpliwie bardzo ciekawe, a zarazem stosunkowo pełne ujęcie zjawiska niepełnosprawności intelektualnej, choć obecnie przyjmuje się, że wykluczone przez Suchariewą zaburzenia intelektualne również mieszczą się w obrębie niepełnosprawności intelektualnej.
Ciekawą definicję niepełnosprawności, sięgającą do genezy zjawiska proponuje M. Kościelska, która nie negując wpływu czynników biologicznych na powstawanie niepełnosprawności intelektualnej, podkreśla dwubiegunowość tego oddziaływania. Z jednej strony, zdaniem autorki, czynniki biologiczne determinują przebieg procesów psychicznych, z drugiej natomiast funkcjonowanie psychiczne wpływa na funkcje biologiczne. Przywołuje ona przykład dzieci, które doznawszy uszkodzeń we wczesnym okresie życia, żyją różnym życiem i osiągają rozmaite stopnie rozwoju. Kościelska rozumie niepełnosprawność intelektualną, jako niepowodzenie rozwojowe do którego dochodzi się w rezultacie nieprawidłowego przebiegu procesu rozwojowego o specyficznym charakterze. Proces rozwojowy może być zaburzony w różnym okresie i pod wpływem różnych czynników. Autorka wyróżnia trzy zasadnicze etapy patologizacji rozwoju dziecka i jeden etap wstępny:
- Etap wstępny, w którym kształtuje się zespół czynników biologicznych, społecznych i psychologicznych jakie będą oddziaływać na dziecko.
- Etap I, w którym zadziała czynnik uszkadzający – biologiczny, psychologiczny, społeczny lub wszystkie jednocześnie.
- Etap II – negatywnych sprzężeń zwrotnych – czyli według Kościelskiej zasadniczy etap patologizacji w którym następuje ciąg interakcji między dzieckiem a otoczeniem, które w sposób niekorzystny dla rozwoju dziecka reaguje na nie, co powoduje wytworzenie się patologicznych wzorców zachowania u dziecka.
- Etap III, w którym zachodzi proces usztywniania się patologii. W tym etapie, zdaniem autorki dochodzi się do sytuacji, w której następuje nieodwracalność niepełnosprawności.

## Klasyfikacja ICD10
| kod ICD10   | nazwa choroby                       |
| ----------- | ----------------------------------- |
| ICD-10: F70 | Upośledzenie umysłowe lekkie        |
| ICD-10: F71 | Upośledzenie umysłowe umiarkowane   |
| ICD-10: F72 | Upośledzenie umysłowe znaczne       |
| ICD-10: F73 | Upośledzenie umysłowe głębokie      |
| ICD-10: F78 | Inne upośledzenie umysłowe          |
| ICD-10: F79 | Upośledzenie umysłowe, nieokreślone |